# Мостовівщина
Мостові́вщина (раніше ще звалось Мостове) — село Миргородського району Полтавської області. Населення станом на 2001 рік становило 367 осіб. Входить до складу Білоцерківської сільської громади.

## Географія
Село Мостовівщина знаходиться на відстані 1 км від села Вишарі. По селу протікає пересихаючий струмок із загатами. Судячи з геологічної будови, цей струмок розміщується у можливій річковій долині р. Псел. Поруч проходять автомобільні дороги Т 1717 та М03 (Київ—Харків).

Віддаль від селища Велика Багачка — 26 км. До найближчої залізничної станції Сагайдак — 34 км.

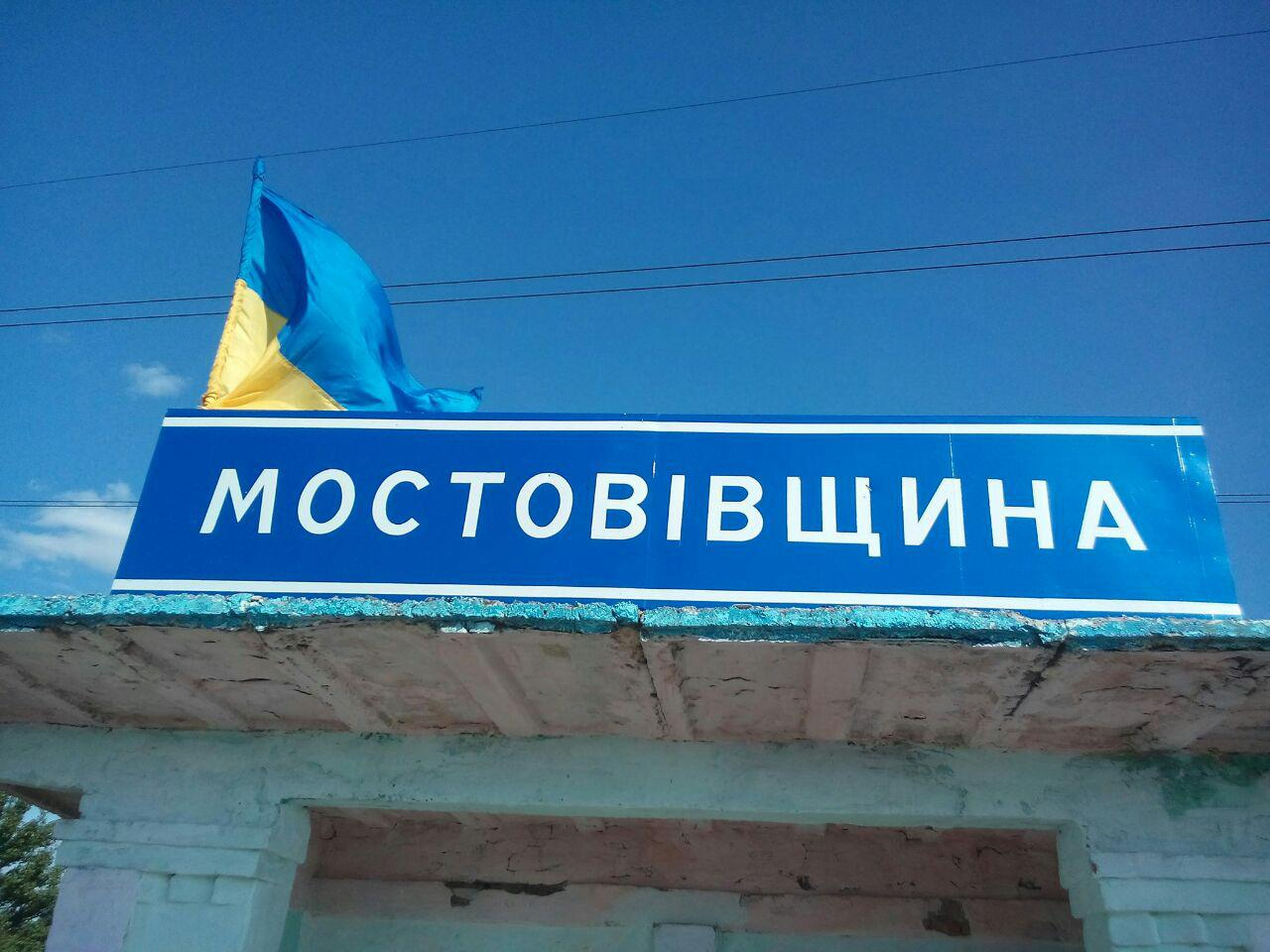
Автобусна зупинка села Мостовівщина

## Історія
Село було засноване в другій половині XIX ст. як Мостові хутори. Тоді хутір належав до Остапівської волості Хорольського повіту Полтавської губернії. 
Назва села походить від прізвища перших поселенців — Мостових.
У 1868 році Мостові хутори разом з навколишніми хуторами входили до Балаклійських хуторів.
У 1900 році в Мостових хуторах було 30 дворів, 171 житель.
У 1912 році в хуторі Мостовому було 896 жителів. Хутір належав до Балаклійської волості Хорольського повіту.
У січні 1918 року в селі розпочалась радянська окупація.
У березні 1923 було утворено Радивонівський район у складі трьох волостей; Мостовівщина увійшла до цього району. Згодом село увійшло до Великобагачанського району.
Станом на 1 лютого 1925 року Мостовівщина була центром Мостовівщинської сільської ради Остапівського району Лубенської округи.
У 1932–1933 роках внаслідок Голодомору, проведеного радянською владою, у селі загинув 21 мешканець.
З 14 вересня 1941 по вересень 1943 років Мостовівщина була окупована німецько-фашистськими військами.
Станом на 1 березня 1960 року Мостовівщина була центром Мостовівщинської сільської ради Великобагачанського району Полтавської області.
Станом на 1 серпня 1964 року Мостовівщина була центром Мостовівщинської сільської ради Решетилівського району Полтавської області.
Станом на 1 жовтня 1965 року Мостовівщина була центром Мостовівщинської сільської ради Хорольського району Полтавської області. Станом на 10 грудня 1967 року — знову Великобагачанського району.
У 1966 році колгосп «Вітчизна», центральна садиба якого містилася в селі, мав 1980 га земельних угідь. Основним напрямом господарства було рільництво і тваринництво.
У 1966 році в Мостовівщині була восьмирічна школа, бібліотека, клуб на 300 місць, стаціонарна кіноустановка. Населення становило 553 чол. Село було центром Мостовівщинської сільської ради, якій були підпорядковані населені пункти Вишарі, Гиринці (нині не існує), Діхтярі (нині не існує), Довженки (нині не існує), Корнієнки, Литвишки (нині не існує), Лобурі (нині не існує), Попове, Трудолюбиве, Цикали, Шпирни.
У 1966 році в селі біля Будинку культури було встановлено пам'ятник полеглим воїнам-односельчанам.
Рішенням Полтавського облвиконкому від 24 липня 1973 року було перенесено центр Мостовівщинської сільради Великобагачанського району в с. Корнієнки і сільраду перейменовано у Корнієнківську.
До жовтня 2016 року Мостовівщина входила до Корнієнківської сільської ради.
13 жовтня 2016 року шляхом об'єднання Корнієнківської та Рокитянської сільських рад Великобагачанського району була утворена Рокитянська сільська об'єднана територіальна громада з адміністративним центром у с. Рокита.

## Мостовівщинська загальноосвітня школа І-ІІ ступенів

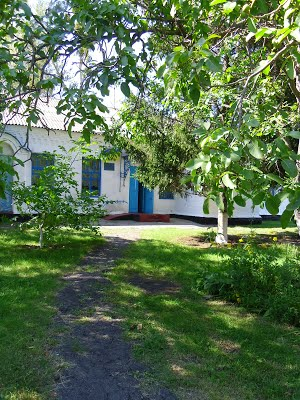
Мостовівщинська школа навесні, перед святом останнього дзвоника

В центрі села працює 9-річна школа. Вона була заснована на початку XX ст. (у 1903 році земською управою було відкрито клас). У 1912–1913 роках школа стає чотирикласною. 1944 року школа стала семирічною. У 1960 році школа була переміщена в нове приміщення. У 1970-х роках було побудоване приміщення шкільного інтернату.
У 1960 році директором школи був Мостовий Павло Романович, вчитель російської мови і літератури, а з 1976 року – Трофімчук Леонід Степанович, історик за фахом, педагог за покликанням. З 1988 року директором стала Мацько Ніна Костянтинівна.  У 2011 році директором стає Якименко Валентина Іванівна.
Серед випускників школи – лікарі, вчителі, заслужені працівники сільського господарства, бізнесмени.

## Населення

### Мова
Розподіл населення за рідною мовою за даними перепису 2001 року:
| Мова       | Кількість | Відсоток |
| ---------- | --------- | -------- |
| українська | 364       | 99.18%   |
| російська  | 3         | 0.82%    |
| Усього     | 367       | 100%     |

## Зв'язок
В центрі, в одному приміщенні з кафетерієм та баром функціонує відділення Укрпошти. У південно-західній частині села розміщується антена зв'язку мобільного оператора "Vodafone", з приблизною висотою 50-80 м. Також населення користується послугами інтернет-провайдерів Avator, Kyivstar, Ukrtelekom. Абсолютно вся територія села знаходиться в дії антени зв'язку, що дає змогу отримувати якісний мобільний зв'язок та якісний 3G інтернет з середньою швидкістю 15-30 Мб/с. В центрі села, на території центрального парку знаходиться точка роздачі безкоштовного Wi-Fi.

## Економіка
- Агрофірма «Агроінвест»

## Об'єкти соціальної сфери
- Мостовівщинська загальноосвітня школа І-ІІ ступенів
- Дитячий навчальний заклад "Дзвіночок"
- Сільський будинок культури на 300 місць
- Сільська бібліотека
- Шкільна бібліотека
- Центральний парк
- Вознесенська церква

## Пам'ятки історії
- Пам'ятник полеглим воїнам-односельчанам